# Den bortførte Brud
Den bortførte Brud (også kaldet Florys Bryllup) er en dansk stum komediefilm fra 1913 produceret af Nordisk Films Kompagni og instrueret af Sofus Wolder efter manuskript af Martin Jørgensen.
Filmen blev i tysktalende lande distribueret som Florys Hochzeit, i engelsktalende lande som Florrie's Wedding og i fransktalende lande som Le Marriage de Flory. 

## Handling
En ung frøken bortgiftes af sine forældre til en stivnakket kammerjunker, men hun ønsker ikke kammerjunkeren, da hun er hemmeligt forlovet med en kunstmaler. Kunstmaleren dukker op til brylluppet forklædt som havemand. Han bortfører bruden, og de bliver gift i en nærliggende kirke. Da forældrene hører, at brudgommen er kunstmaler, giver de deres samtykke.

## Medvirkende
- Maja Bjerre-Lind
- Frederik Jacobsen
- Lau Lauritzen Sr.
- Emilie Otterdahl
- Ivan Christy
- Alma Hinding
- Axel Mattsson